# Ellen Westray
Eleanor "Ellen" Westray, född 1780, död 1849, var en amerikansk skådespelare.  
Ellen Westray var född i Storbritannien och syster till Juliana Westray, och gift med kollegan John Darley (1765-1863).  Hon gjorde sin debut på Haymarket Theatre, Boston 1797, var engagerad vid Old American Company i Park Theatre 1798, och därefter i Philadelphia. Hon beskrivs som en av stjärnskådespelarna av sin generation i USA.